# Platyoides pictus
Espèce
Platyoides pictus est une espèce d'araignées aranéomorphes de la famille des Trochanteriidae.

## Distribution
Cette espèce est endémique d'Afrique du Sud. Elle se rencontre au Cap-Occidental et au Cap-Oriental.

## Description
La femelle décrit par Platnick en 1985 mesure 7,20 mm.

## Publication originale
- Pocock, 1902 : Descriptions of some new species of African Solifugae and Araneae. Annals and Magazine of Natural History, sér. 7, vol. 10, p. 6-27 (texte intégral).